# بيسي لويز بيرس
بيسي لويز بيرس (بالإنجليزية: Bessie Louise Pierce)‏ هي مؤرخة أمريكية، ولدت في 20 أبريل 1888 في كارو في الولايات المتحدة، وتوفيت في 3 أكتوبر 1974 في آيوا سيتي في الولايات المتحدة.